# Chamis al-Kaddafi
Chamis al-Kaddafi (arab. خميس القذافي; ur. 27 maja 1983 w Trypolisie, zm. 29 sierpnia 2011) – libijski oficer, dowódca Brygady Chamisa oraz siódmy i najmłodszy syn Mu’ammara al-Kaddafiego.

## Życiorys
Urodził się 27 maja 1983 roku jako najmłodszy syn al-Kaddafiego i jego drugiej żony. W amerykańskim bombardowaniu Libii został 15 kwietnia 1986 roku ranny. Ukończył akademię wojskową w Trypolisie, uzyskując tytuł licencjata w dziedzinie nauk ścisłych i sztuki wojennej. Następnie kształcił się w Akademii im. M. Frunzego w Moskwie i Akademii Sztabu Generalnego Sił Zbrojnych Federacji Rosyjskiej. Od kwietnia 2010 roku studiował na IE Business School w Madrycie. Po wybuchu wojny domowej w Libii został usunięty z tej uczelni w marcu 2011 roku ze względu na swój udział w tłumieniu demonstracji. Następnie został dowódcą elitarnej Brygady Chamisa. Walczył pod Bengazi, Az-Zawiją, Misratą i w Trypolisie.
Kilkukrotnie pojawiały się informacje o jego śmierci – po raz pierwszy 22 marca 2011, ale nie potwierdziły jej ani źródła w rządzie libijskim ani siły koalicji, a liczne obecne w mediach wersje zdarzeń spowodowały, że informację uznano za fałszywą. Ponownie o śmierci Chamisa donoszono 5 sierpnia 2011, gdy miał zginąć w nalocie NATO na Zalitan, ale NATO nie potrafiło zweryfikować tej informacji, a rząd Libii oficjalnie ją zdementował, zaś sam Chamis 9 sierpnia wystąpił w libijskiej telewizji państwowej. Trzecia informacja o śmierci najmłodszego z synów al-Kaddafiego pojawiła się 22 sierpnia 2011 w czasie walk w Trypolisie. Chamis miał wówczas zginąć w czasie prowadzenia do centrum miasta kolumny czołgów. Ta informacja nie została potwierdzona przez żadne niezależne źródła.
Po raz czwarty doniesiono o jego śmierci 29 sierpnia 2011 w walkach 60 km na południe od Trypolisu, w okolicach Tarhuny, gdy poruszać się miał samochodem Toyota Land Cruiser, w który trafił rzekomo pocisk wystrzelony przez brytyjski Apache. Jego zwęglone ciało miało zostać pochowane w grobie opodal drogi. 4 września 2011 powstańcy poinformowali o zdobyciu pewności, że Chamis zginął w ataku rakietowym pod Tarhuną, a syryjska telewizja Al-Rai TV związana z byłym libijskim reżimem potwierdziła śmierć Chamisa 15 października 2011.
Jednak jak się później okazało Chamis przeżył atak rakietowy i stanął na czele batalionu kaddafistów. Kolejne pogłoski o jego śmierci podano dokładnie rok po zabiciu jego ojca - 20 października 2012. Wówczas rzekomo miał zginąć w czasie starć w Bani Walid, o czym poinformował przewodniczący libijskiego Zgromadzenia Narodowego - Muhammad Mukarjaf. Inne źródła podawały, iż Chamis al-Kaddafi został ciężko ranny w Bani Walid i został przewieziony do Misraty, gdzie zmarł. Jednakże rzecznik rządu al-Kaddafiego - Musa Ibrahim, który według władz libijskich został pojmany także 20 października 2012 w Tarhunie pod Trypolisem, napisał na portalu społecznościowym Facebook, że przebywa za granicą, a pogłoski o śmierci Chamisa były plotką. Już dzień później libijski wicepremier Mustafa Abu Szakur zdementował informacje dt. Chamisa al-Kaddafiego i Musy Ibrahima, przepraszając za podanie nieprawdziwej informacji.
| Fathijja Nuri Chalid | Fathijja Nuri Chalid | Fathijja Nuri Chalid | Fathijja Nuri Chalid | Fathijja Nuri Chalid | Fathijja Nuri Chalid |          |          | Mu’ammar al-Kaddafi | Mu’ammar al-Kaddafi | Mu’ammar al-Kaddafi | Mu’ammar al-Kaddafi | Mu’ammar al-Kaddafi | Mu’ammar al-Kaddafi |               |               | Safijja Farkasz | Safijja Farkasz | Safijja Farkasz | Safijja Farkasz | Safijja Farkasz | Safijja Farkasz |           |           |           |           |  |  |            |            |            |            |            |            |  |  |         |         |         |         |         |         |  |  |        |        |        |        |        |        |  |  |              |              |              |              |              |              |  |  |        |        |        |        |        |        |  |  |  |  |  |  |
| Fathijja Nuri Chalid | Fathijja Nuri Chalid | Fathijja Nuri Chalid | Fathijja Nuri Chalid | Fathijja Nuri Chalid | Fathijja Nuri Chalid |          |          | Mu’ammar al-Kaddafi | Mu’ammar al-Kaddafi | Mu’ammar al-Kaddafi | Mu’ammar al-Kaddafi | Mu’ammar al-Kaddafi | Mu’ammar al-Kaddafi |               |               | Safijja Farkasz | Safijja Farkasz | Safijja Farkasz | Safijja Farkasz | Safijja Farkasz | Safijja Farkasz |           |           |           |           |  |  |            |            |            |            |            |            |  |  |         |         |         |         |         |         |  |  |        |        |        |        |        |        |  |  |              |              |              |              |              |              |  |  |        |        |        |        |        |        |  |  |  |  |  |  |
|                      |                      |                      |                      |                      |                      |          |          |                     |                     |                     |                     |                     |                     |               |               |                 |                 |                 |                 |                 |                 |           |           |           |           |  |  |            |            |            |            |            |            |  |  |         |         |         |         |         |         |  |  |        |        |        |        |        |        |  |  |              |              |              |              |              |              |  |  |        |        |        |        |        |        |  |  |  |  |  |  |
|                      |                      |                      |                      |                      |                      |          |          |                     |                     |                     |                     |                     |                     |               |               |                 |                 |                 |                 |                 |                 |           |           |           |           |  |  |            |            |            |            |            |            |  |  |         |         |         |         |         |         |  |  |        |        |        |        |        |        |  |  |              |              |              |              |              |              |  |  |        |        |        |        |        |        |  |  |  |  |  |  |
|                      |                      |                      |                      | Muhammad             | Muhammad             | Muhammad | Muhammad | Muhammad            | Muhammad            |                     |                     | Sajf al-Islam       | Sajf al-Islam       | Sajf al-Islam | Sajf al-Islam | Sajf al-Islam   | Sajf al-Islam   |                 |                 | As-Sa’adi       | As-Sa’adi       | As-Sa’adi | As-Sa’adi | As-Sa’adi | As-Sa’adi |  |  | Al-Mutasim | Al-Mutasim | Al-Mutasim | Al-Mutasim | Al-Mutasim | Al-Mutasim |  |  | Hanibal | Hanibal | Hanibal | Hanibal | Hanibal | Hanibal |  |  | A’isza | A’isza | A’isza | A’isza | A’isza | A’isza |  |  | Sajf al-Arab | Sajf al-Arab | Sajf al-Arab | Sajf al-Arab | Sajf al-Arab | Sajf al-Arab |  |  | Chamis | Chamis | Chamis | Chamis | Chamis | Chamis |  |  |  |  |  |  |